# 克莱什德
克莱什德，是匈牙利托尔瑙州所辖的一个村。总面积38.13平方公里，总人口1562，人口密度41.0人/平方公里（2011年1月1日）。